# The Hit List - Lista di morte
The Hit List - Lista di morte (The Hit List) è un film del 2011 diretto da William Kaufman.

## Trama
Allan Campbell dopo aver appreso che non riceverà alcuna promozione al lavoro, tornando a casa scopre il tradimento della moglie. Dopo una discussione con lei, decide di trascorrere la notte in albergo, ma prima decide di andare a bere in un bar. Nel locale incontra Jonas. I due cominciano a parlare e Jonas sostiene di essere un killer professionista e chiede a Allan una lista di 5 persone che vuole vengano uccise. In un primo momento non crede alle parole del nuovo amico, ma poi compila una lista coi nomi delle persone che gli avevano rovinato la giornata.
Il giorno seguente Allan scopre che il quinto della lista è assassinato nella notte. Successivamente, durante l'interrogatorio dalla polizia, apprende che anche il quarto è stato assassinato, comprendendo il pericolo cerca di scappare ma viene preso in ostaggio da Jonas e partecipa all'omicidio del terzo della lista. Comprendendo che anche la moglie Sydney è in pericolo, cerca di scappare e vi riesce, mentre Jonas uccide il secondo in lista. Giunta la sera, alla stazione di polizia arriva Jonas per completare la lista, in quanto Sydney era stata portata lì per evitarne la fuga. Successivamente a un conflitto a fuoco con i poliziotti, Allan uccide Jonas impedendo così che la lista venga completata.